# Spilosoma longiramia
Spilosoma longiramia är en fjärilsart som beskrevs av George Francis Hampson 1901. Spilosoma longiramia ingår i släktet Spilosoma och familjen björnspinnare. Inga underarter finns listade i Catalogue of Life.